# Mănăstirea Pângărați
Mănăstirea Pângărați este o mănăstire ortodoxă din România situată în comuna Pângărați, județul Neamț.
Mănăstirea Pângărați, cu hramul „Sfântul Mare Mucenic Dimitrie”, a fost ctitorită de voievodul Alexandru Lăpușneanu în anul 1560. În prezent, obștea mănăstirii este formată din 36 de călugări.
La subsolul bisericii se află o fostă tainiță, cu intrarea prin partea de sud, care a fost transformată într-o capelă scundă, cu pronaos, naos și altar, acoperite cu bolți.

## Imagini

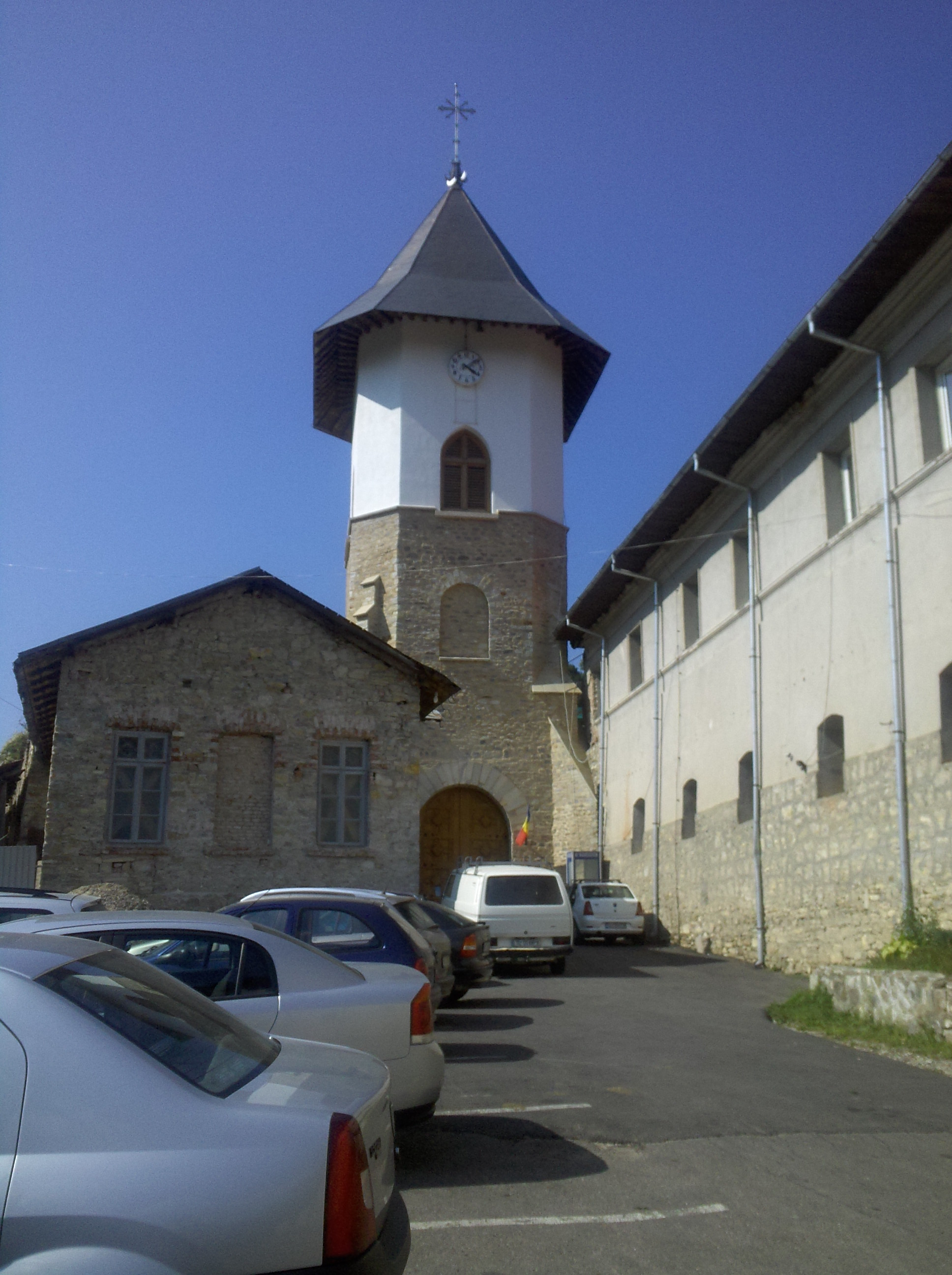
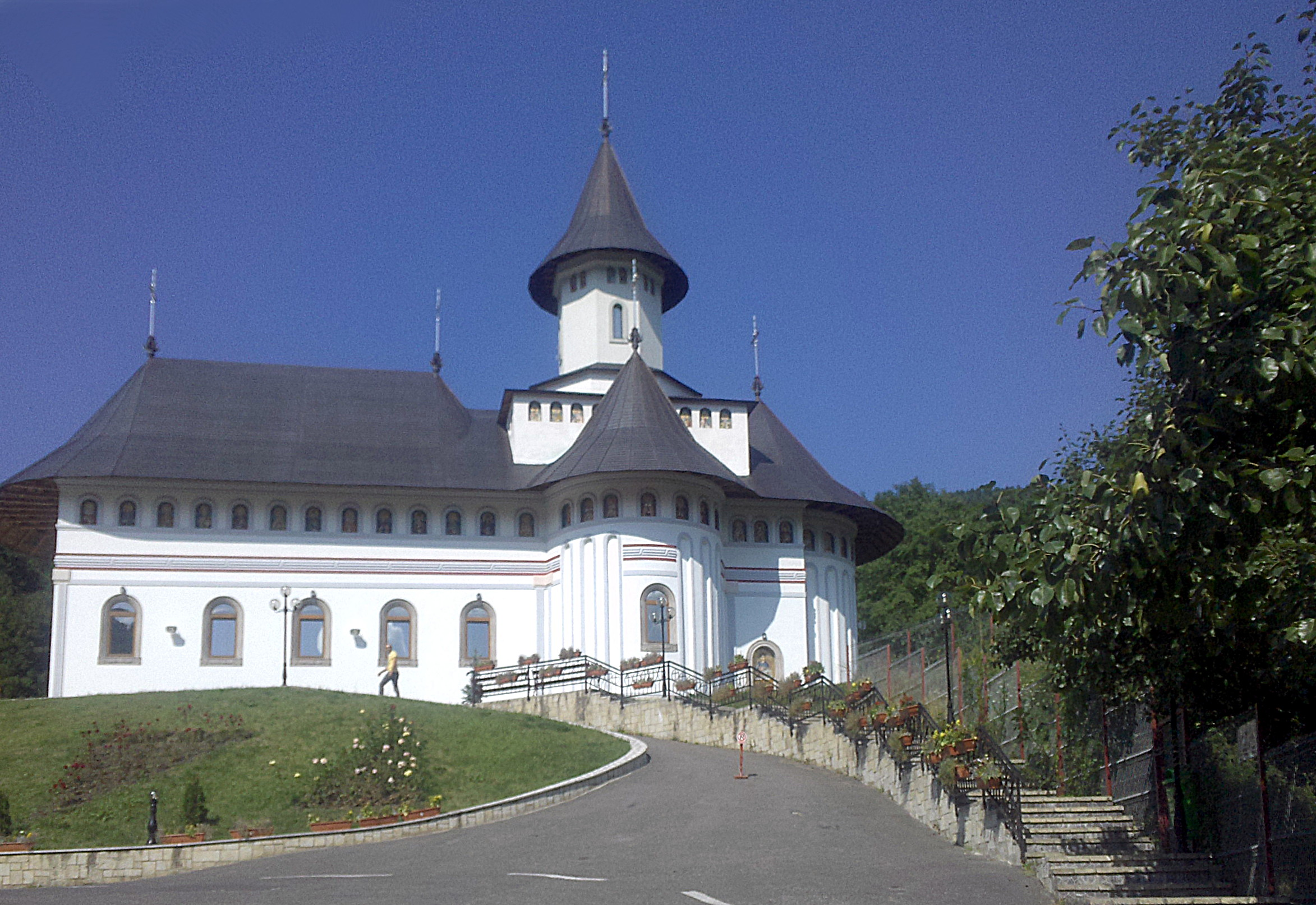
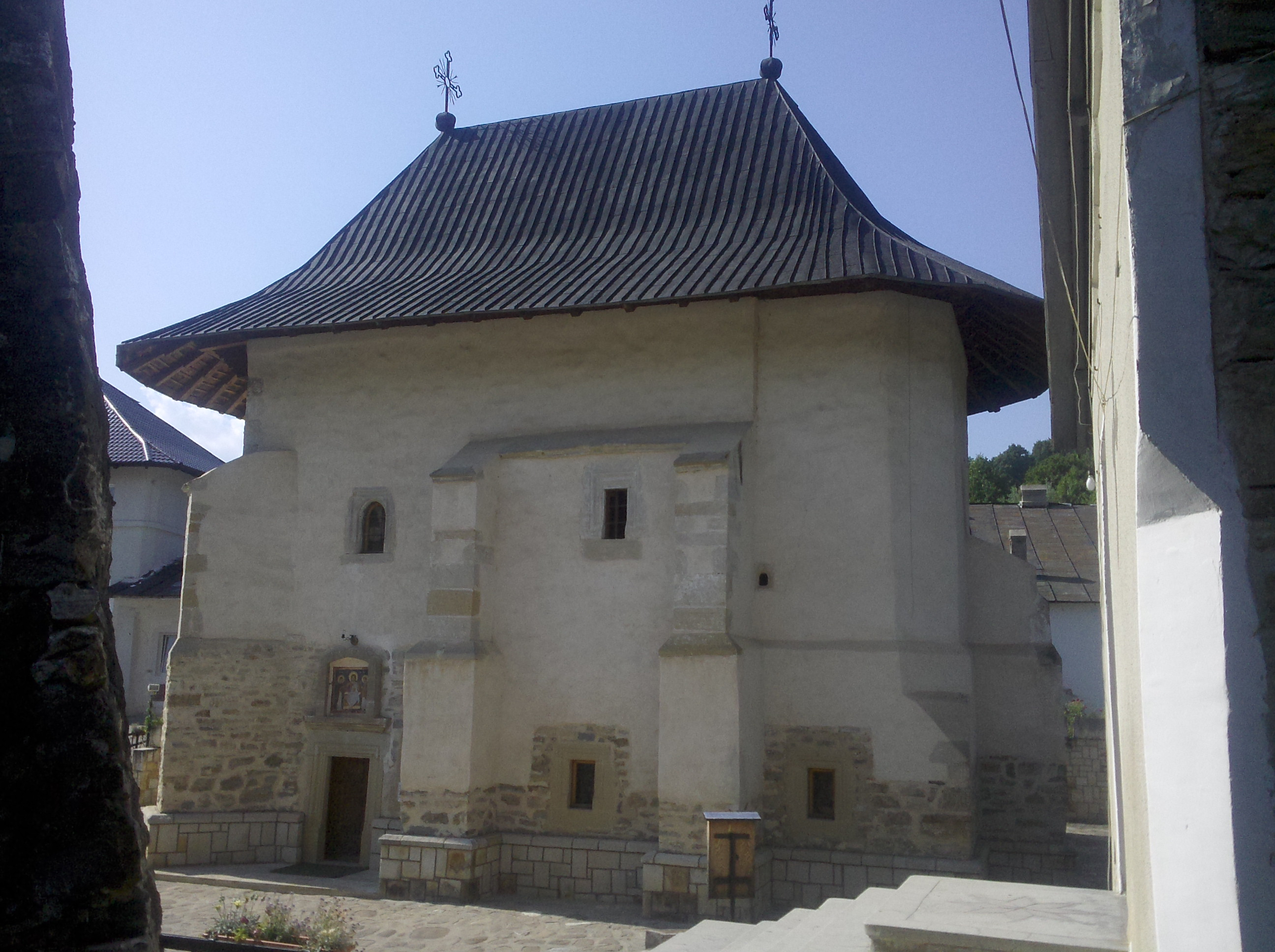
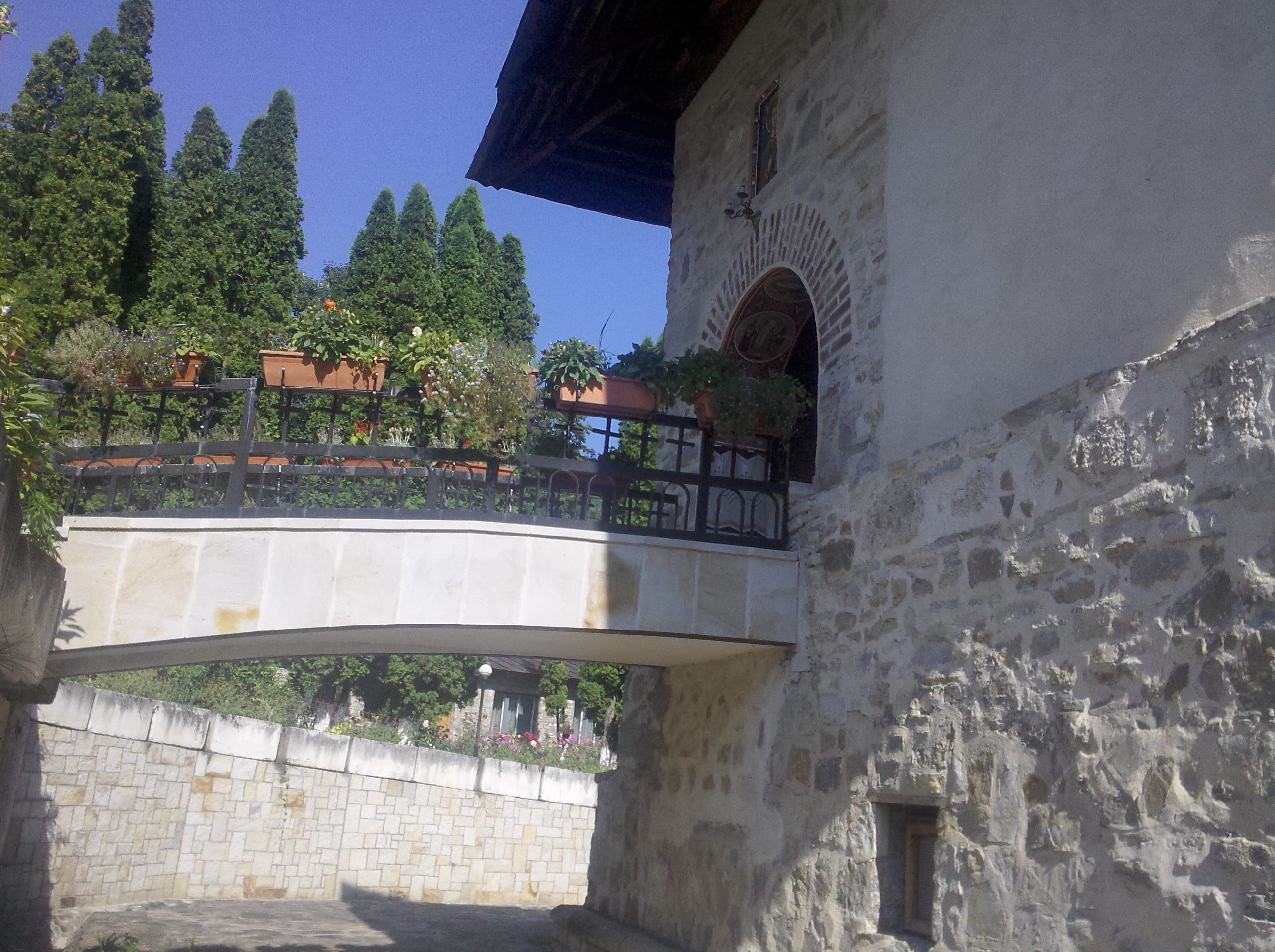
Vedere de ansamblu a mănăstirii Pângărați
Mănăstirea Pângărați - vedere dinspre cimitir

## Interior

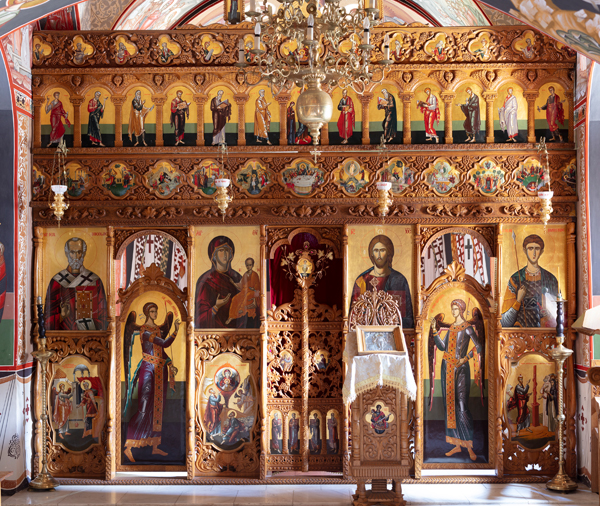
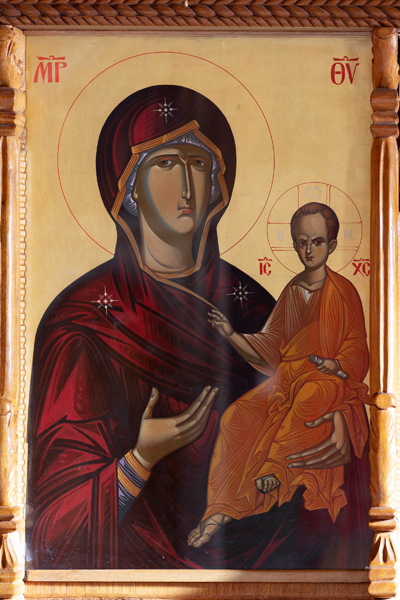
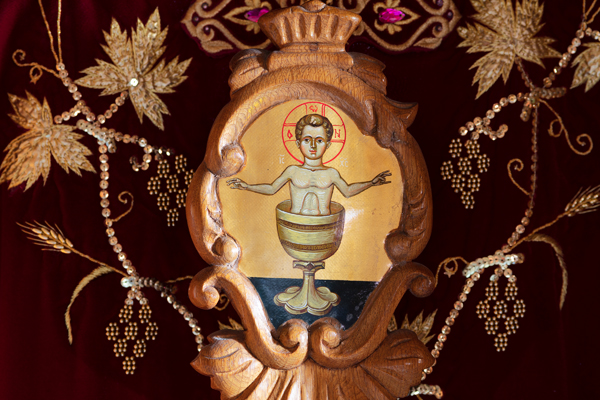
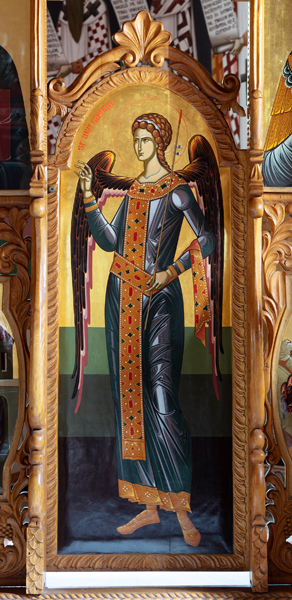
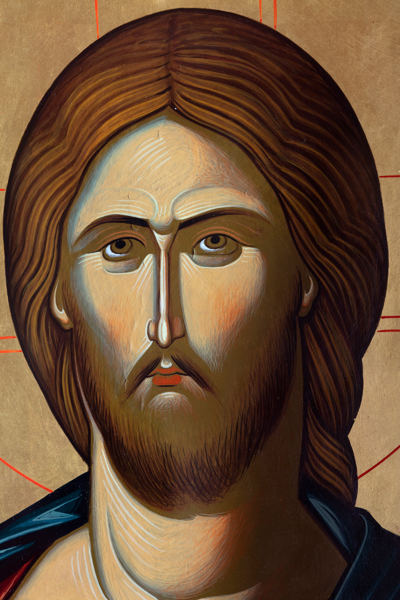
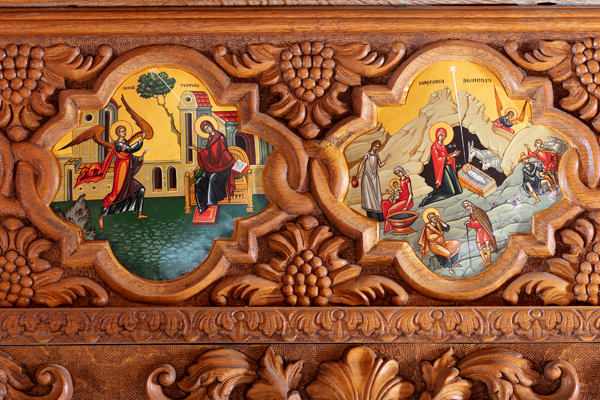